# Torre de transmisión Jauerling
La Torre de transmisión Jauerling, (en alemán: Sendeturm Jauerling ) es una torre de radiodifusión para los servicios de dirección de Radio, FM y transmisión de TV en la montaña Jauerling en el país europeo de Austria. Sendeturm Jauerling fue construido en 1958, consta de una torre de 35 metros de con un marco autoportante de acero, que lleva un mástil con un tubo de acero con tirantes en la parte superior y tiene una altura total de 141 metros.